# Craterispermum ledermannii
Craterispermum ledermannii är en måreväxtart som beskrevs av Kurt Krause. Craterispermum ledermannii ingår i släktet Craterispermum och familjen måreväxter. Inga underarter finns listade i Catalogue of Life.